# Comuna Poceapînți, Lîseanka
Poceapînți (în ucraineană Почапинці) este o comună în raionul Lîseanka, regiunea Cerkasî, Ucraina, formată din satele Poceapînți (reședința) și Vereșceakî.

## Demografie
Componența lingvistică a comunei Poceapînți
     Ucraineană (98,55%)
     Rusă (1,22%)
     Alte limbi (0,18%)
Conform recensământului din 2001, majoritatea populației comunei Poceapînți era vorbitoare de ucraineană (98,55%), existând în minoritate și vorbitori de rusă (1,22%).